# Suffolk Coastal
Suffolk Coastal es un distrito no metropolitano del condado de Suffolk (Inglaterra). Tiene una superficie de 891,53 km². Según el censo de 2001, Suffolk Coastal estaba habitado por 115 141 personas y su densidad de población era de 129,149 hab/km².